# Oktatetraen
Oktatetraen je acyklický uhlovodík tvořený řetězcem osmi atomů uhlíku se střídajícími se jednoduchými a dvojnými vazbami. Na dvou vnitřních dvojných vazbách se může projevovat cis–trans izomerie, čímž vznikají tři různé izomery.
Oktatetraen nemá větší význam, byl ale zahrnut do výzkumů fyzikální chemie vazeb pro konjugované vazby a vysokou míru symetrie.
Podobné struktury se vyskytují v některých biologicky významných molekulách, jako jsou kyselina α-parinarová a polynenasycené mastné kyseliny. Ke sloučeninám s obdobnými strukturami patří také cyklooktatetraen a 1,8-difenyl-1,3,5,7-oktatraen.